# リチャード・ノース・パタースン
リチャード・ノース・パタースン（Richard North Patterson、1947年2月22日 - ）は、アメリカ合衆国の推理小説家。
専業作家となる以前には弁護士であったことから、作品中にもその経験や思想が反映されている。

## 略歴
カリフォルニア州バークレーで会社重役と主婦との長男として出生。幼児期に両親に連れられオハイオ州クリーブランド郊外のベイ・ヴィレッジに移り住み、1964年に地元のベイ・ハイスクールを卒業。1968年にオハイオ・ウェスリアン大学を経て、1971年にケース・ウェスタン・リザーブ大学のロー・スクールを卒業。
弁護士として、オハイオ州司法次官補として仕えた後、州のいくつかの主要法律事務所のパートナーを勤める。 また、証券取引委員会のためにウォーターゲート特別検察官との連絡交渉役にも就いた。のち、パートナーと共同でアラバマ法律事務所を設立。
29歳になるまで執筆はしなかったが、短編作品（タイトルなど不明）を「アトランティック・マンスリー」に発表した後、 アラバマ大学バーミングハム校の創作コース（指導：ジェシー・ヒル・フォード）の履修課題として、最初のサスペンス長編 " The Lasko Tangent "（邦題『ラスコの死角』）を手掛ける。 一旦これが完成すると出版社を見つけ、この小説は1980年度の米国探偵小説家協会（MWA）処女長編部門におけるエドガー賞を獲得、「ロス・マクドナルドを継ぐ」とも絶賛された。
1993年、46歳で弁護士業務から撤退する以前に、既に3冊の小説を出版しており、以降も国際的なベストセラーを含む多くの作品を書いている。

## 作品リスト
- “The Lasko Tangent” (1979) 『ラスコの死角』（小林宏明 訳：ハヤカワ・ミステリ文庫）
- “The Outside Man” (1981)『アウトサイド・マン』（小林宏明 訳：ハヤカワ・ミステリ文庫）
- “Escape The Night” (1983)『ケアリ家の黒い遺産』（大西央士 訳：扶桑社ミステリー）
- “Private Screening” (1985)『サイレント・スクリーン』（田村義進 訳：扶桑社ミステリー）
- “Degree of Guilt” (1992)『罪の段階（上・下）』（東江一紀 訳：新潮文庫）
- “Eyes of a Child” (1994)『子供の眼（上・下）』（東江一紀 訳：新潮文庫）
- “The Final Judgment (Caroline Masters)” (1995)『最後の審判（上・下）』（東江一紀 訳：新潮文庫）
- “Silent Witness” (1997)『サイレント・ゲーム（上・下）』（後藤由季子 訳：新潮文庫）
- “No Safe Place” (1998)
- “Dark Lady” (1999)『ダーク・レディ（上・下）』（東江一紀 訳：新潮文庫）
- “Protect and Defend” (2000)
- “Balance of Power” (2003)
- “Conviction” (2005)
- “Exile” (2007)
- “The Race” (2007)『野望への階段』（東江一紀 訳：新潮社）
- “Eclipse” (2009)
- “The Spire” (2009)
- “In the name of Honor” (2010)

## 受賞歴
- "The Lasko Tangent"（邦題「ラスコの死角」）で1980年度エドガー賞 処女長編賞受賞